# Paula Schürholz
Paula Schürholz (* 7. Januar 2002 in Essen) ist eine deutsche Volleyball- und Beachvolleyballspielerin.

## Karriere Hallenvolleyball
Paula Schürholz spielte in ihrer Jugend beim heimatlichen VV Humann Essen. 2016 ging die Außenangreiferin zum Volleyball-Internat nach Münster und spielte für den VC Olympia Münster, zuletzt in der 3. Liga West. Im April 2018 erreichte Schürholz mit der deutschen Jugendnationalmannschaft bei der U17-Europameisterschaft in Bulgarien Platz sieben. 2019 wechselte sie in den Bundesstützpunkt Stuttgart und spielte mit der zweiten Mannschaft von Allianz MTV Stuttgart in der 2. Bundesliga Süd.

## Karriere Beachvolleyball
Seit 2013 spielt Schürholz auch Beachvolleyball, zunächst auf diversen Jugendmeisterschaften. Mit Tessa Hassenstein nahm sie 2018 in Dresden zum ersten Mal an der Qualifikation zur Techniker Beach Tour teil und spielte anschließend einige Turniere der Kategorien eins und zwei. Wegen einer Verletzung von Hassenstein nahm Schürholz 2019 an der Seite von Elea Beutel an der U18-Europameisterschaft im österreichischen Baden teil und wurde Neunte. Danach wurden Schürholz/Beutel deutsche U18-Vizemeisterinnen. Mit Nele Schmitt gewann Schürholz im selben Jahr auch die U19- und U20-Vizemeisterschaft und startete in Kühlungsborn auf der Qualifikation zur Techniker Beach Tour. Mit Iane Henke gewann sie 2020 in Gera die deutsche U20-Meisterschaft. 2021 spielte Schürholz an der Seite von Christine Aulenbrock, Hannah Ziemer und Chenoa Christ bei der German Beach Trophy in Düsseldorf.
Von Sommer 2021 bis 2023 war Hanna-Marie Schieder ihre Partnerin. Schieder/Schürholz nahmen 2021 und 2022 an der deutschen Meisterschaft in Timmendorfer Strand teil und belegten dabei die Plätze dreizehn und neun.
Bereits 2023 gewann Schürholz mit Janne Uhl auf der World Beach Pro Tour beim Future-Event in Burundi eine Bronze-Medaille. Seit 2024 ist Janne Uhl die feste Partnerin von Paula Schürholz. Bei ihrem ersten gemeinsamen Auftritt auf der German Beach Tour beim zweiten Düsseldorf-Turnier holten Schürholz/Uhl als Qualifikantinnen überraschend den Turniersieg. Mit ihrer Interimspartnerin Kim van de Velde gewann Schürholz im Juni auch das Turnier in Bremen. Mit Janne Uhl fuhr Schürholz auf der German Beach Tour mit den Plätzen drei, drei und zwei weitere Podiumsplatzierungen ein. Die deutschen Meisterschaften beendeten Schürholz/Uhl auf dem fünften Platz. International gelang den beiden in Brüssel beim Futures-Turnier der zweiten Platz. 2025 starteten Schürholz/Uhl auf der Europameisterschaft in Düsseldorf, schieden allerdings nach zwei Niederlagen in der Vorrunde aus.